# Provincias de Ecuador
En Ecuador, una provincia es una división político-administrativa integradas por la unión de dos o más cantones. En la actualidad, este país cuenta con veinticuatro (24) provincias. 
La división administrativa de Ecuador en provincias tiene su origen en la época de dominio español, ya que en aquel entonces el hoy territorio republicano estaba dividido en las provincias de Quito, Guayaquil, Cuenca, Jaén y Maynas (llamadas gobiernos en esa época). En el periodo de la Gran Colombia esta división sufrió algunos cambios, pues el territorio ecuatoriano quedó dividido en 3 departamentos (Ecuador, Azuay y Guayaquil), cada uno de los cuales estaba subdividido en provincias y estas a su vez en cantones. Tras la disolución de la Gran Colombia en 1830, los departamentos fueron abolidos quedando tan solo las provincias y los cantones. 

## Provincias actuales
| Población | Área | Densidad | Provincia                      | Habitantes (2022) | Distribución porcetual % | Área (km²) | Densidad (hab./km²) | Número de Cantones | Fundación               |                                                                   | Capital                 | Habitantes (2022) | #  |
| --------- | ---- | -------- | ------------------------------ | ----------------- | ------------------------ | ---------- | ------------------- | ------------------ | ----------------------- | ----------------------------------------------------------------- | ----------------------- | ----------------- | -- |
| 05        | 12   | 09       | Azuay                          | 801 609           | 4,73%                    | 8310       | 96,47               | 15                 | 25 de junio de 1824     | Bandera de Cuenca (Ecuador)                                       | Cuenca                  | 361 524           | 03 |
| 16        | 19   | 14       | Bolívar                        | 199 078           | 1,48%                    | 3945       | 50,46               | 7                  | 23 de abril de 1884     | [[Archivo:\|20x20px\|border\|Bandera de Guaranda]]                | Guaranda                | 30 755            | 20 |
| 15        | 24   | 13       | Cañar                          | 227 578           | 1,34%                    | 3231       | 70,41               | 7                  | 3 de noviembre de 1880  | [[Archivo:\|20x20px\|border\|Bandera de Azogues]]                 | Azogues                 | 35 763            | 18 |
| 20        | 20   | 15       | Carchi                         | 172 828           | 1,34%                    | 3780       | 45,71               | 6                  | 19 de noviembre de 1880 | Bandera de Tulcán                                                 | Tulcán                  | 56 719            | 14 |
| 11        | 15   | 12       | Chimborazo                     | 471 933           | 2,79%                    | 6500       | 72,61               | 10                 | 25 de junio de 1824     | Bandera de Riobamba                                               | Riobamba                | 177 213           | 09 |
| 12        | 16   | 11       | Cotopaxi                       | 470 210           | 2,78%                    | 6108       | 76,98               | 7                  | 1 de abril de 1851      | [[Archivo:\|20x20px\|border\|Bandera de Latacunga]]               | Latacunga               | 77 267            | 13 |
| 06        | 17   | 06       | El Oro                         | 714 592           | 4,22%                    | 5767       | 123,92              | 14                 | 23 de abril de 1884     | Bandera de Machala                                                | Machala                 | 288 072           | 05 |
| 08        | 06   | 17       | Esmeraldas                     | 553 900           | 3,27%                    | 15 809     | 35,04               | 7                  | 20 de noviembre de 1847 | [[Archivo:\|20x20px\|border\|Bandera de Esmeraldas (Ecuador)]]    | Esmeraldas              | 155 487           | 11 |
| 24        | 13   | 24       | Galápagos                      | 28 583            | 0,17%                    | 8010       | 3,57                | 3                  | 18 de febrero de 1973   |                                                                   | Puerto Baquerizo Moreno | 7290              | 24 |
| 01        | 07   | 02       | Guayas                         | 4 391 923         | 25.93%                   | 15 515     | 283,07              | 25                 | 25 de junio de 1824     | Bandera de Guayaquil                                              | Guayaquil               | 2 650 288         | 01 |
| 13        | 18   | 08       | Imbabura                       | 469 879           | 2,77%                    | 4712       | 99,71               | 6                  | 25 de junio de 1824     | [[Archivo:\|20x20px\|border\|Bandera de Ibarra]]                  | Ibarra                  | 157 941           | 10 |
| 10        | 09   | 16       | Loja                           | 485 421           | 2,87%                    | 11 063     | 43,88               | 16                 | 25 de junio de 1824     | [[Archivo:\|20x20px\|border\|Bandera de Loja (Ecuador)]]          | Loja                    | 203 496           | 07 |
| 04        | 14   | 05       | Los Ríos                       | 898 652           | 5,31%                    | 7205       | 124,72              | 13                 | 6 de octubre de 1860    | [[Archivo:\|20x20px\|border\|Bandera de Babahoyo]]                | Babahoyo                | 98 251            | 12 |
| 03        | 04   | 10       | Manabí                         | 1 592 840         | 9,40%                    | 19 428     | 81,99               | 22                 | 25 de junio de 1824     | Bandera de Portoviejo                                             | Portoviejo              | 244 129           | 06 |
| 18        | 02   | 22       | Morona Santiago                | 192 508           | 1,14%                    | 25 690     | 8,00                | 13                 | 10 de noviembre de 1953 | [[Archivo:\|20x20px\|border\|Bandera de Macas]]                   | Macas                   | 22 398            | 22 |
| 21        | 08   | 19       | Napo                           | 131 672           | 0,78%                    | 12 543     | 10,50               | 5                  | 10 de noviembre de 1959 | [[Archivo:\|20x20px\|border\|Bandera de Tena]]                    | Tena                    | 29 724            | 21 |
| 19        | 03   | 21       | Orellana                       | 182 166           | 1,08%                    | 21 692     | 8,40                | 4                  | 30 de julio de 1998     | Bandera de El Coca                                                | El Coca                 | 51 281            | 17 |
| 22        | 01   | 23       | Pastaza                        | 111 915           | 0,66%                    | 29 641     | 3,78                | 4                  | 10 de noviembre de 1959 | [[Archivo:\|20x20px\|border\|Bandera de Puyo]]                    | Puyo                    | 33 325            | 19 |
| 02        | 11   | 01       | Pichincha                      | 3 089 473         | 18,24%                   | 9536       | 323,98              | 8                  | 25 de junio de 1824     | Bandera de Quito                                                  | Quito                   | 1 763 275         | 02 |
| 14        | 22   | 07       | Santa Elena                    | 385 735           | 2,28%                    | 3690       | 104,53              | 3                  | 7 de noviembre de 2007  | [[Archivo:\|20x20px\|border\|Bandera de Santa Elena (Ecuador)]]   | Santa Elena             | 54 565            | 16 |
| 09        | 21   | 04       | Santo Domingo de los Tsáchilas | 492 969           | 2,91%                    | 3770       | 130,76              | 2                  | 6 de noviembre de 2007  | [[Archivo:\|20x20px\|border\|Bandera de Santo Domingo (Ecuador)]] | Santo Domingo           | 334 826           | 04 |
| 17        | 05   | 18       | Sucumbíos                      | 199 014           | 1,17%                    | 18 084     | 11,00               | 7                  | 13 de febrero de 1989   | Bandera de Lago Agrio                                             | Nueva Loja              | 55 627            | 15 |
| 07        | 23   | 03       | Tungurahua                     | 563 532           | 3,33%                    | 3386       | 166,42              | 9                  | 3 de julio de 1860      | Bandera de Ambato                                                 | Ambato                  | 177 316           | 08 |
| 23        | 10   | 20       | Zamora Chinchipe               | 110 973           | 0,66%                    | 10 584     | 10,48               | 9                  | 10 de noviembre de 1953 | [[Archivo:\|20x20px\|border\|Bandera de Zamora (Ecuador)]]        | Zamora                  | 17 584            | 23 |

## Provincias desaparecidas
| Provincia                   | Capital   | Cantones                                                          | Fundación               | Desaparición            | Motivo de desaparición                                               |
| --------------------------- | --------- | ----------------------------------------------------------------- | ----------------------- | ----------------------- | -------------------------------------------------------------------- |
| Jaén de Bracamoros y Maynas | Jaén      | Jaén, Borja y Jeveros                                             | 25 de junio de 1824     | 8 de diciembre de 1832  | división entre las provincias de Loja, Azuay, Chimborazo y Pichincha |
| Buenaventura                | Iscuandé  | Iscuandé, Barbacoas, Guapi y Raposo                               | 25 de junio de 1824     | 8 de diciembre de 1832  | Integrada a la Nueva Granada                                         |
| Pasto                       | Pasto     | Pasto e Ipiales                                                   | 25 de junio de 1824     | 8 de diciembre de 1832  | Integrada a la Nueva Granada                                         |
| Popayán                     | Popayán   | Popayán, Almaguer, Buga, Cali, Caloto, Cartago, Roldanillo y Toro | 25 de junio de 1824     | 8 de diciembre de 1832  | Integrada a la Nueva Granada                                         |
| Cuenca                      | Cuenca    | Cuenca, Gualaceo y Girón                                          | 25 de junio de 1824     | 13 de agosto de 1835    | Se transformó en la provincia de Azuay                               |
| Guayaquil                   | Guayaquil | Guayaquil, Daule, Babahoyo, Santa Elena, Milagro, Machala y Baba  | 25 de junio de 1824     | 13 de agosto de 1835    | Se transformó en la provincia de Guayas                              |
| León                        | Latacunga | Latacunga, Ambato y Pujilí                                        | 9 de octubre de 1851    | 31 de mayo de 1938      | Se transformó en la provincia de Cotopaxi                            |
| Ambato                      | Ambato    | Ambato, Pelileo y Píllaro                                         | 3 de julio de 1860      | 29 de mayo de 1861      | Se transformó en la provincia de Tungurahua                          |
| Oriente                     | Archidona | Canelos, Napo, Curaray, Santiago, Zamora y Pastaza                | 29 de mayo de 1861      | 17 de noviembre de 1920 | Se dividió en las provincias de "Napo Pastaza" y "Santiago Zamora"   |
| Azogues                     | Azogues   | Azogues y Cañar                                                   | 3 de noviembre de 1880  | 17 de abril de 1884     | Se transformó en la provincia de Cañar                               |
| Veintimilla                 | Tulcán    | Tulcán                                                            | 7 de noviembre de 1880  | 17 de abril de 1884     | Se transformó en la provincia de Carchi                              |
| Santiago Zamora             | Macas     | Macas, Morona, Santiago, Zamora, Chinchipe y Yacuambi             | 17 de noviembre de 1920 | 10 de noviembre de 1953 | Se dividió en las provincias de Morona Santiago y Zamora Chinchipe   |
| Napo Pastaza                | Tena      | Napo, Quijos, Sucumbios, Aguarico y Pastaza                       | 17 de noviembre de 1920 | 10 de noviembre de 1959 | Se dividió en las provincias de Napo y Pastaza                       |

## Provincias que han cambiado de capital
| Provincia | Antigua capital                | Traslado de capital   | Nueva capital           | Motivo                                      |
| --------- | ------------------------------ | --------------------- | ----------------------- | ------------------------------------------- |
| Manabí    | Portoviejo                     | 18 de mayo de 1861    | Montecristi             | Decreto legislativo                         |
| Manabí    | Montecristi                    | 14 de octubre de 1867 | Portoviejo              | Incendio en Montecristi                     |
| Imbabura  | Ibarra                         | 1869                  | Tabacundo               | Terremoto en Ibarra                         |
| Imbabura  | Tabacundo                      | 1872                  | Ibarra                  | Restauración de Ibarra                      |
| El Oro    | Zaruma                         | 23 de abril de 1884   | Machala                 | Consolidación de la provincialización       |
| Galápagos | Asilo de la Paz, Isla Floreana | 18 de febrero de 1973 | Puerto Baquerizo Moreno | Supresión de la provincia entre 1878 y 1973 |

## Evolución de las provincias de Ecuador

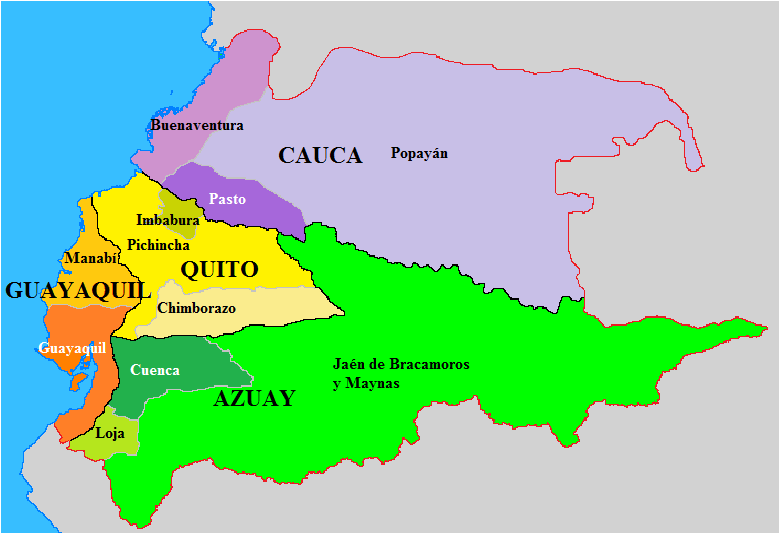
1830
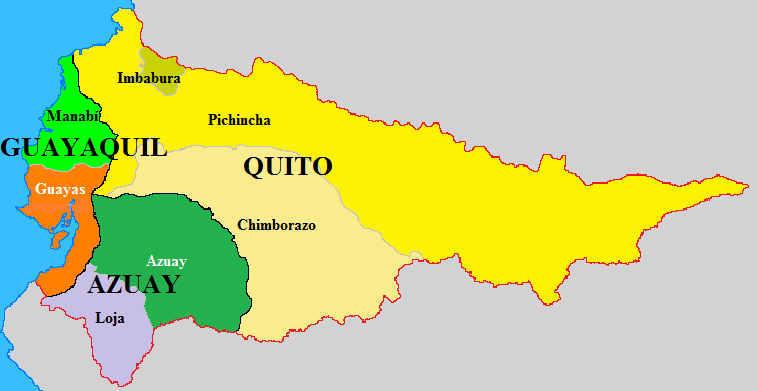
1832
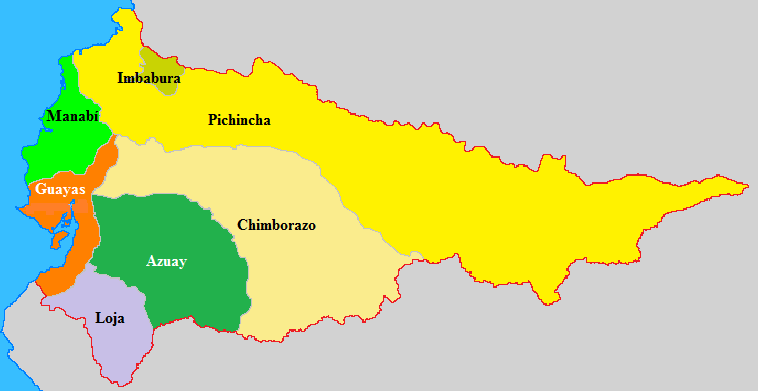
1835
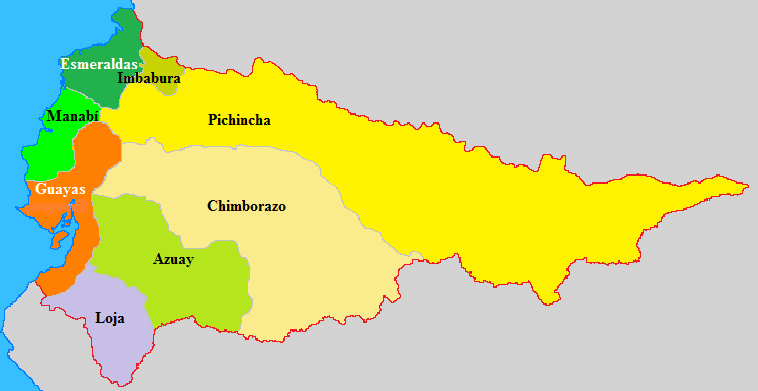
1847
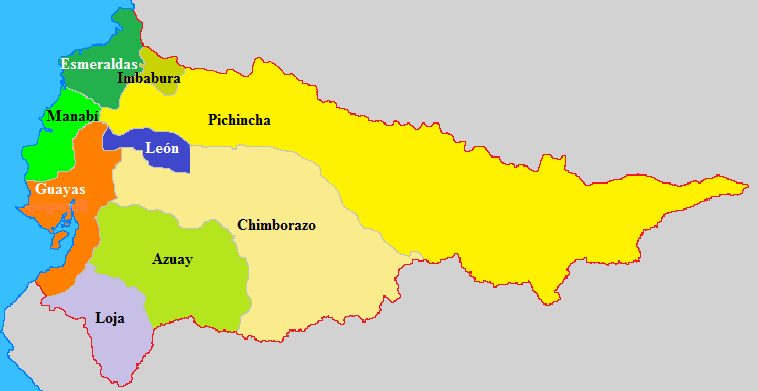
1851
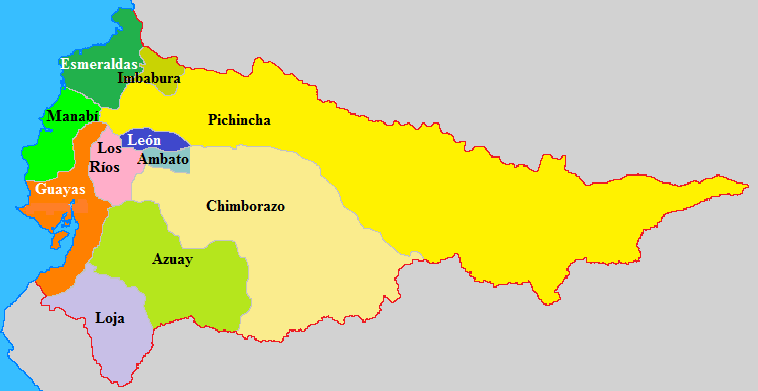
1860
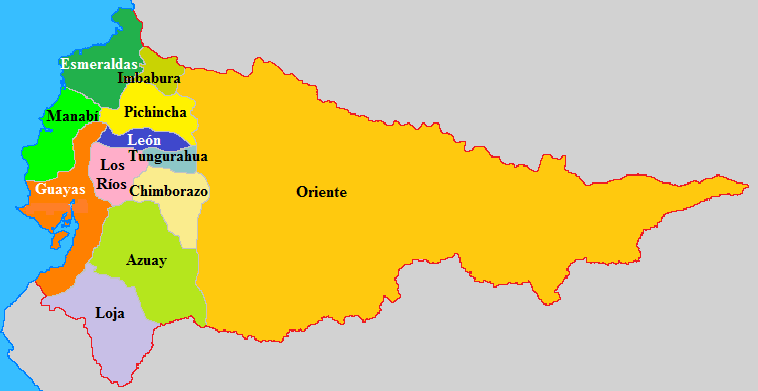
1861
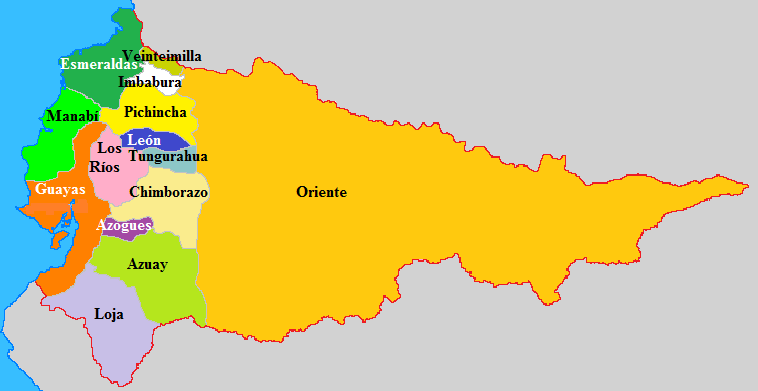
1880
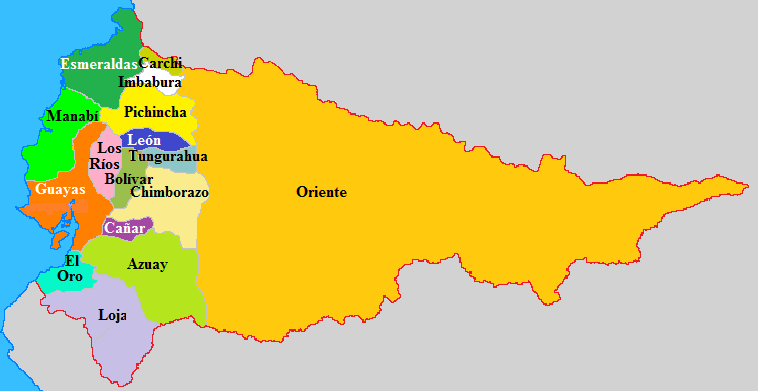
1884
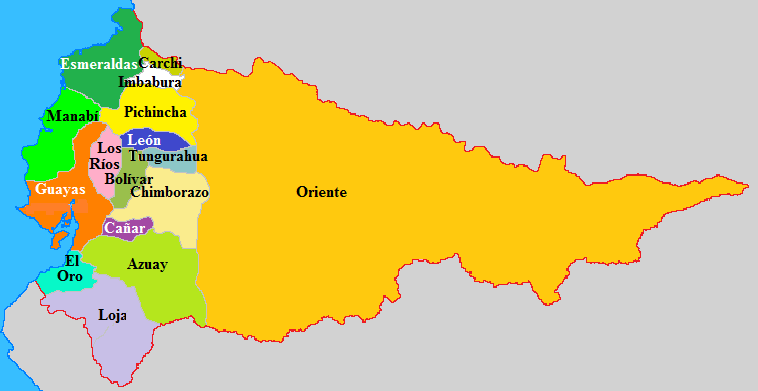
1893
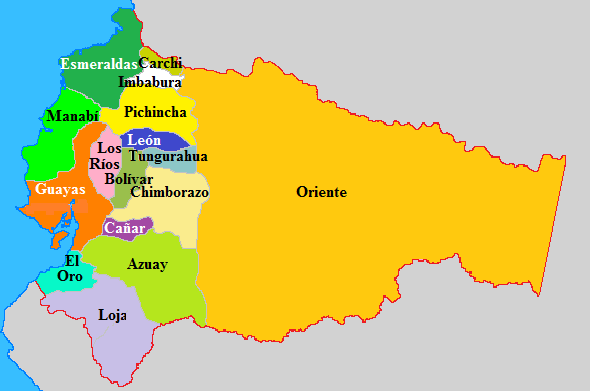
1904
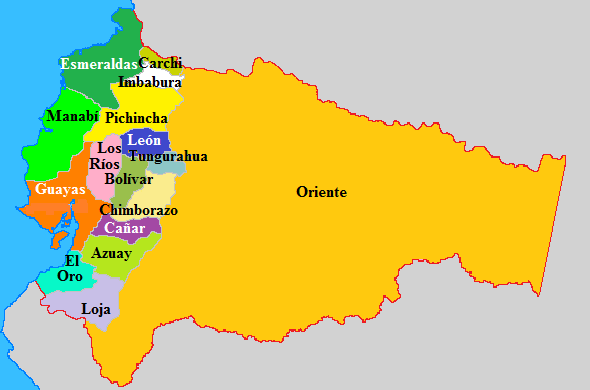
1911
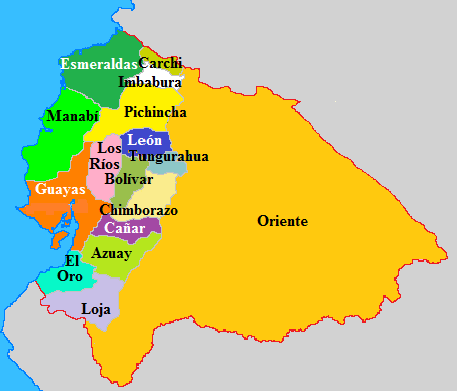
1916
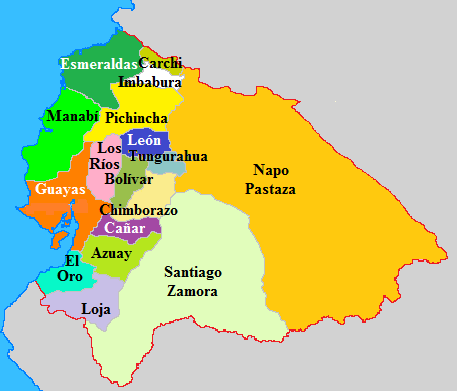
1920
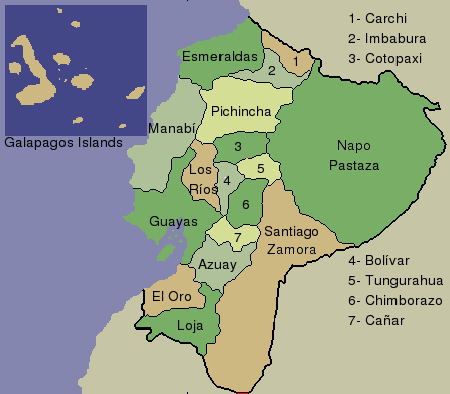
1942
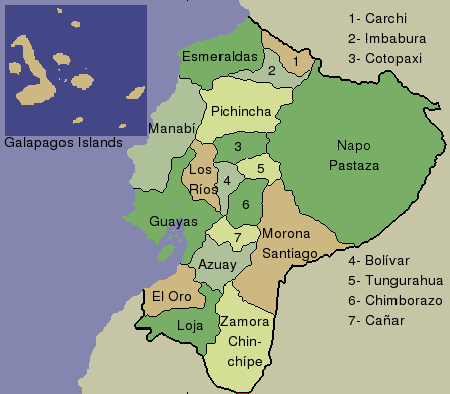
1953
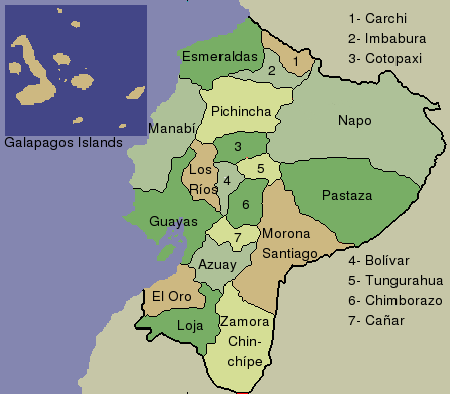
1959
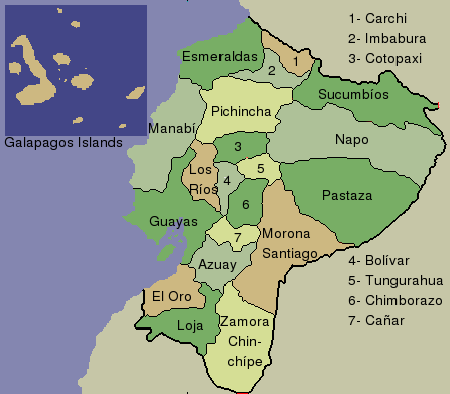
1989
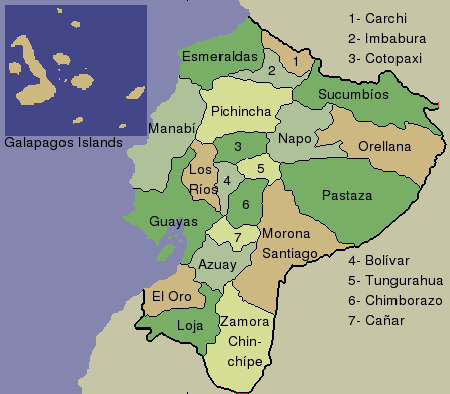
1998
2000
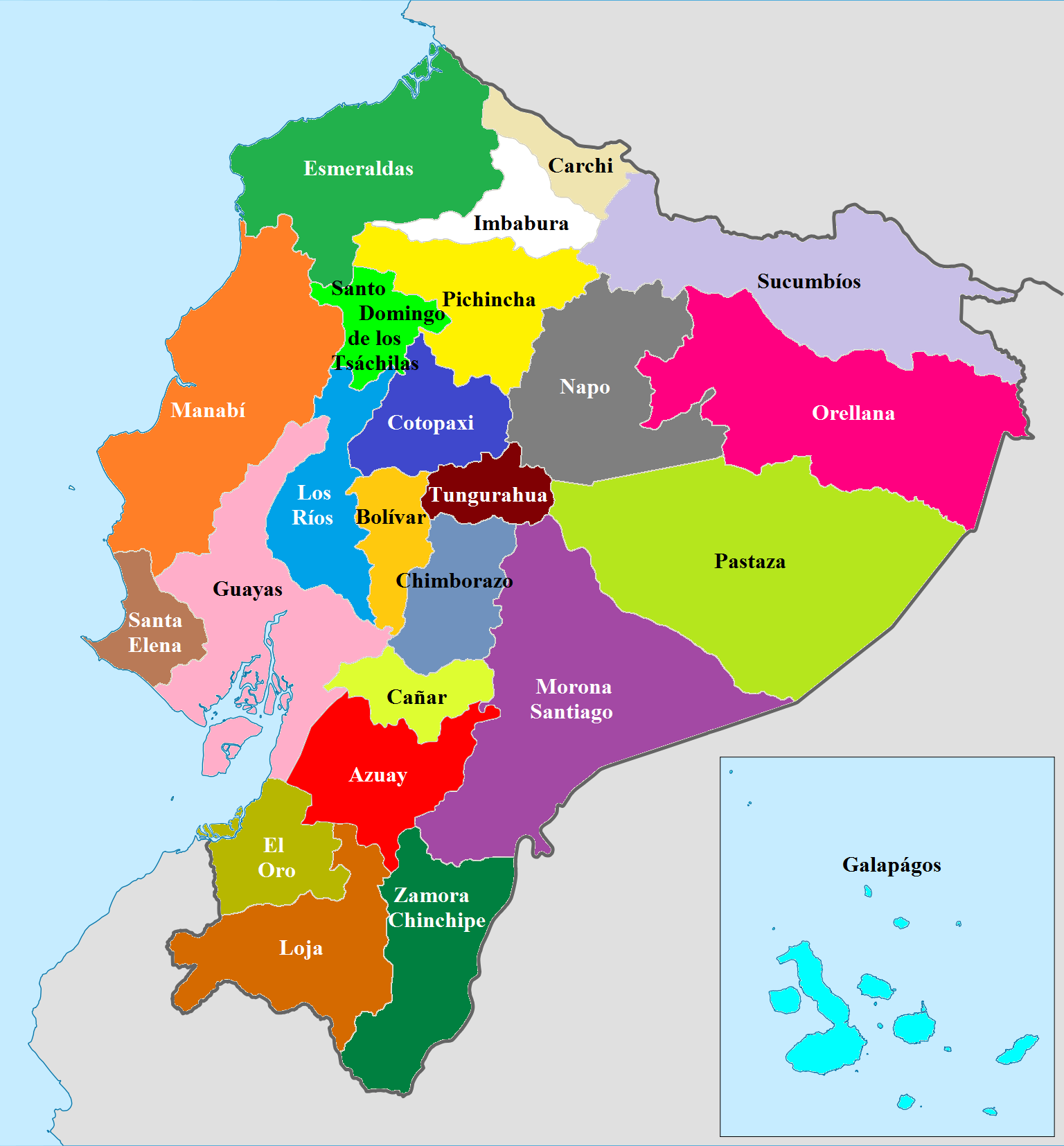
2023